# Startpagina.nl
Startpagina.nl is een Nederlandse website die sinds 1998 een overzicht geeft van handmatig geselecteerde links van relevante en betrouwbare Nederlandse websites. Het is een linkpagina, een website die in de kern bestaat uit een verzameling hyperlinks, verdeeld over verschillende "dochter"-pagina's. Hierbij worden diensten aangeboden zoals een discussieforum, paginamarkt, smoelenboek, paginablog en andere diensten. Eigenaar is Kompas Publishing B.V. te Haarlem.

## Getallen
Tijdens de opkomst van internet tussen 2000 en 2005 was startpagina.nl een van de best bezochte Nederlandse websites. Veel mensen hadden startpagina.nl als de startpagina van hun internetbrowser ingesteld, waardoor telkens een bezoek wordt geteld wanneer de browser wordt gestart. In april 2004 telde startpagina.nl zo'n 3700 webportalen (startpaginadochters) met verzamelingen links over allerlei onderwerpen. In december 2005 stond Startpagina, inclusief de dochterpagina's, op de 2e plaats op de lijst met bestbezochte Nederlandse websites die wordt opgesteld door onderzoeksbureau Multiscope. Nummer één is Google. In oktober 2005 is het aantal dochterpagina's uitgebreid tot zo'n 4500, met ongeveer 1700 beheerders. De site heeft nu haar miljoenste link ingeschreven. In april 2006 werd de grens van 5000 dochterpagina's doorbroken. Halverwege 2010 is de 6000ste dochter online gekomen. De populariteit is wel teruggelopen, in 2010 staat Startpagina.nl op de 19e plaats van bestbezochte websites in Nederland, om in 2011 te zakken naar de 24e plaats.

## Geschiedenis

### Oprichting
Startpagina.nl is 15 september 1998 van start gegaan, opgericht door Durk Jan de Bruin en een paar vrienden. De Bruin had hierbij zijn vader voor ogen als onervaren internetgebruiker, die net een internetaansluiting had, om een online linkboek voor te maken. Het concept, gebaseerd op het oorspronkelijke ontwerp van medeoprichter Jeroen Paternostre, werd een groot succes en vele vrijwilligers hielpen mee met het opzetten van dochterpagina's, met vakantie.startpagina.nl als eerste dochterpagina binnen het netwerk. Doordat de Bruin zich voordeed als een hobbyist die vanuit een zolderkamertje werkte kon hij veel mensen zover krijgen om zijn startpagina als hun startpagina in te stellen. Dit verklaart ten dele de enorme groei. Ook gaf hij vaak aan dat het hem niet om het geld te doen was en dat hij zijn startpagina.nl niet wilde verkopen.

### Verkocht
Echter, in april 2000 heeft De Bruin startpagina.nl verkocht voor vermoedelijk 30 miljoen gulden (ongeveer 13,5 miljoen euro) aan uitgeversconcern VNU. Dit tot onvrede van een aantal vrijwilligers die meewerkten aan het project. Alle vrijwilligers kregen 1000 gulden (ongeveer 450 euro) per persoon en konden hun pagina voortzetten in de nieuwe samenwerking met VNU. Twee beheerders van dochterpagina's hebben na de verkoop aan VNU-concurrent Startkabel.nl opgericht. Inmiddels zijn er op internet vele klonen van Startpagina te vinden, die bijna allemaal door vrijwilligers worden bijgehouden. Geen van alle echter hebben ze het succes van Startpagina weten te benaderen. Sinds de verkoop aan VNU viel Startpagina.nl officieel onder de Ilse Media-groep, tezamen met websites als NU.nl, zoekmachine ilse en het later gekochte web-log.nl. Ilsemedia werd eind 2009 omgedoopt in Sanoma Digital om de band met de eigenaar te versterken (VNU tijdschriften werd later gekocht door Sanoma Uitgevers).

### Van Pagina.nl naar Startpagina.nl
De dochterpagina's waren bereikbaar onder het pagina.nl domein, terwijl Startpagina een eigen domein had, startpagina.nl. In februari 2006 heeft Startpagina.nl de dochterpagina's op hetzelfde domein ondergebracht als de hoofdpagina om meer eenheid tussen dochters en hoofdpagina uit te stralen. Tevens bracht Startpagina een persoonlijke versie van Startpagina.nl uit: Mijn.Startpagina.nl.
Verder is er tegelijkertijd een vierde kolom toegevoegd aan de lay-out van de dochterpagina's. In deze kolom bevindt zich de 'community content'. Dit zijn diensten die bij het onderwerp van de pagina horen als een markt (tweedehands spullen), prikbord (discussie) en een nieuwsbrief (per e-mail).

## Startpagina GoeieVraag
Startpagina GoeieVraag (Voorheen: GoeieVraag) is een onderdeel van Startpagina.nl. Het is het grootste vraag- en antwoordplatform van Nederland met ruim 3 miljoen vragen, antwoorden en reacties die zijn geplaatst door de actieve community. De community bestaat uit ruim 190.000 gebruikers die vragen plaatsen en antwoorden en reacties geven op de gestelde vragen.

### Geschiedenis
Startpagina GoeieVraag werd in maart 2009 opgericht door Sanoma Media en is sindsdien uitgegroeid tot een community van vragers en antwoorders. De website is vergelijkbaar met websites als Yahoo! Answers, Quora, Kwero.nl en Answers.com.
De eerste vraag (over een recept voor boerenkool) werd gesteld op 29 januari 2009. Dit was een van de vragen om de website te testen. GoeieVraag is ontwikkeld binnen ilse media (later Sanoma Media). Op 25 maart 2009 ging de website officieel van start.
In 2014 werd het 'GoeieVraag Café' toegevoegd. Op GoeieVraag Café kon men vragen naar meningen, adviezen en ervaringen. In oktober 2015 werd het GoeieVraag Café echter weer gesloten vanwege technische moeilijkheden. Als alternatief werden de categorieën 'Meningen' en 'Huiswerk' geïntroduceerd die kort daarna weer werden afgeschaft.
Op 19 juli 2016 werd GoeieVraag onderdeel van Startpagina.nl, dat ook een merk van Sanoma is. Hiermee veranderde ook de URL van goeievraag.nl naar startpagina.nl/v/.
In 2018 en in 2022 heeft de website een metamorfose ondergaan.
In december 2020 nam Kompass Publishing Startpagina, Goeie vraag en SchoolBANK over.

### Website
GoeieVraag biedt gebruikers de mogelijkheid kennisvragen te stellen en te beantwoorden. De vragen lopen uiteen van simpele huis-tuin-en-keukenvragen tot wetenschapsvragen en zijn onder te verdelen in 126 categorieën. Van deze categorieën zijn gezondheid, koken en recepten, eten en drinken, tuin en biologie de populairste.
GoeieVraag wordt bijgehouden door een wisselend aantal moderatoren. Deze moderatoren passen vragen aan die niet aan de richtlijnen van GoeieVraag voldoen of verwijderen deze.
De website heeft trekjes van een community en actieve leden hebben ook zelf een forum opgezet waar over vragen doorgepraat wordt. Men werd toegelaten tot het forum als men deelnemer aan GoeieVraag was en minimaal 100 punten had. Het door de gebruikers opgezette forum is echter gesloten toevalligerwijs rond de tijd van de in 2018 vernieuwde website. Het beheer van goeievraag heeft toen als geste een forum geopend op het startpaginaforumgedeelte.

#### Statistieken
De helft van alle vragen wordt binnen vijf minuten beantwoord en 80% binnen een kwartier. In oktober 2011 waren er op GoeieVraag meer dan 80.000 aangemelde gebruikers en meer dan 250.000 gestelde vragen. Het aantal antwoorden op GoeieVraag is inmiddels meer dan een miljoen. Het aantal gestelde vragen zit op meer dan 400.000. Dagelijks bezoeken ruim 300.000 gebruikers de website, maandelijks komt dit neer op ongeveer 7 miljoen unieke gebruikers

#### Puntensysteem
Aan het vragen en beantwoorden op GoeieVraag zit een puntensysteem gekoppeld. Dit voegt een spelelement toe aan de website. Iedere gebruiker start met 25 punten waarna het stellen van een vraag met trefwoorden één punt oplevert en antwoorden één punt winst geeft. Op deze manier ontstaat er een competitieve wedstrijd tussen de gebruikers met een ranglijst van beste gebruikers. Als een gebruiker punten verdient gaat deze bij een specifiek aantal punten een niveau omhoog waarna deze meer vragen, antwoorden en reacties kan plaatsen.
Naast de punten kunnen per categorie medailles verdiend worden. Dit zijn bronzen, zilveren en gouden medailles en zijn een bewijs van expertise in de betreffende categorie.